# Бромберг, Константин Леонидович
Константи́н Леони́дович Бро́мберг (17 октября 1935, Харьков — 10 января 2020, Детройт) — советский кинорежиссёр, автор детских и музыкальных фильмов, заслуженный деятель искусств Российской Федерации (1996). Лауреат Государственной премии СССР.

## Биография
В 1958—1959 годах работал корреспондентом АПН и режиссёром на Воркутинской студии телевидения. В 1965 году Константин Бромберг окончил сценарный факультет ВГИКа, где учился в мастерской И. Маневича, затем работал режиссёром телевидения.
Константином Бромбергом созданы циклы фильмов о Е. Мравинском, Г. Караяне, И. Андроникове. Он являлся режиссёром-постановщиком киножурнала «Ералаш» и написал рассказ «Выборы» в качестве автора сценария к сюжетам киножурнала.
В 1980-х годах сотрудничал с компанией CNN, для которой снимал документальное кино. В начале 1990-х работал на телевидении.
В 1992 году в качестве художественного руководителя поставил новогодний фильм-концерт «В новогоднюю ночь… Бал в Останкино».
В 1997 году переехал в США, в Детройт, сняв там лишь один небольшой фильм про этот город. По словам дочери Евгении, отец занимался общественной деятельностью и занялся написанием стихотворений и мемуарной прозы. Незадолго до смерти пережил потерю супруги Людмилы Визельман (1936—2019), с которой был в браке 60 лет.
В 2010 году у Бромберга родился замысел продолжения фильма «Приключения Электроника». Режиссёр намеревался снять телевизионный сериал, но проект остался нереализованным.
Умер 10 января 2020 года в Детройте. Похоронен на еврейском кладбище Адат-Шалом в городе Ливония.

## Фильмография
- 1968 — «Длинный день Кольки Павлюкова»
- 1973 — «Был настоящим трубачом»
- 1975 — «У меня есть лев»
- 1979 — «Приключения Электроника»
- 1982 — «Чародеи»
- 1989 — «Ералаш» (выпуски № 74, 75 и 76: сюжеты «Фирменное блюдо», «Прямая передача» и «Выборы»)

## Награды и признание
- 1982 — Лауреат Государственной премии СССР за фильм «Приключения Электроника».
- 1996 — Заслуженный деятель искусств Российской Федерации.[3]